# Brendan Galloway
Brendan Joel Zibusiso Galloway, född 17 mars 1996 i Harare, är en engelsk-zimbabwisk fotbollsspelare som spelar för Plymouth Argyle i EFL Championship.

## Klubbkarriär
Den 3 juli 2019 skrev Galloway på för Luton Town.

## Landslagskarriär
Galloway är berättigad att representera antingen Zimbabwes fotbollslandslag eller Englands fotbollslandslag, då han växte upp i Harare men hans familj emigrerade till England när han var sex år.